# Joseph Frossard
Pour les articles homonymes, voir Frossard.
Joseph Frossard, né Joseph Félicien Frossard le 9 juin 1879 à Thann (Alsace-Lorraine, aujourd'hui dans le Haut-Rhin) et mort le 23 août 1955 à Montreux-Châtelard, est un chimiste et un industriel français. Il s'est principalement démarqué dans l'industrie des teintures.

## Biographie
Pendant et après la Première Guerre mondiale, Frossard était responsable de l'ensemble des usines allemandes confisquées sur le territoire français.
En 1939, il était PDG de Winnica, qui maintenait des liens d'affaires avec IG Farben. Patron de Francolor, il négocie dès mai 1942 l’envoi d’unités de travail chez IG Farben, au titre de la Relève.